# Genussa aestuata
Genussa aestuata är en fjärilsart som beskrevs av Carl von Linné 1758. Genussa aestuata ingår i släktet Genussa och familjen mätare. Inga underarter finns listade i Catalogue of Life.